# Direct
Direct - studyjny album Vangelisa wydany w 1988 r. Jest wprowadzeniem do cyklu, którego ideą było łączenie różnych horyzontów muzycznych i odkrywanie ścieżek pomiędzy odmiennymi stylami: od współczesnej muzyki symfonicznej do muzyki etnicznej.

## Lista utworów
1. The motion of stars (4:23)
2. The will of the wind (4:44)
3. Metallic rain (6:11)
4. Elsewhere (5:41)
5. Dial out (5:21)
6. Gloriana (hymn a la femme) (4:29)
7. Rotation's logic (3:30)
8. The oracle of Apollo (3:57)
9. Message (7:12)
10. Ave (5:05)
11. First approach (5:01)
12. Intergalactic Radio Station (7:54)